# Whyteleafe
Whyteleafe è un paese di 3 315 abitanti della contea del Surrey, in Inghilterra.